# 13223 Cenaceneri
13223 Cenaceneri eller 1997 PQ4 är en asteroid i huvudbältet som upptäcktes den 13 augusti 1997 av de båda italienska astronomerna Gabriele Cattani och Luciano Tesi vid Pian dei Termini-observatoriet. Den är uppkallad efter La Cena de le Ceneri.
Asteroiden har en diameter på ungefär 2 kilometer.